# The Ghost Moon Orchestra
The Ghost Moon Orchestra is een studioalbum van Mostly Autumn. Na het vertrek van Heather Findlay kwam een reeks livealbums van de muziekgroep uit. Kennelijk diende die om warm te draaien met de nieuwe zangeres, nadat ze Go Well Diamond Heart had volgezongen. Op 4 februari 2012 kwam het eerste bericht over The Ghost Moon Orchestra, er werd een voorverkoop aangekondigd en de mogelijkheid een luxe-uitgave te bestellen. Die luxe-editie bestond uit de “normale” compact disc met een tweede disc met nummers, die er uiteindelijk niet bij pasten. Die cd bevat wat de band omschreef als akoestische setting. 
Het album is opgenomen in de Fairview geluidsstudio in Hull. Het vertrek van Finlay had resultaat dat het geluid van Mostly Autumn een stuk steviger werd.
Noot bij dit album: "This symphony all began in front of a roaring fire deep in Borrowdale , january 2012".

## Musici
- Bryan Josh – zang, gitaar, toetsinstrumenten,
- Olivia Sparnenn – zang, percussie
- Iain Jennings – toetsinstrumenten
- Andy Smith – basgitaar
- Gavin Griffiths – slagwerk
- Anne-Marie Helder – zang, toetsinstrumenten, dwarsfluit, handdrum
- Liam Davidson – gitaar, zang

Met
- Troy Donockley -  Uilleann pipes, fluitjes op 5 en 9

## Muziek
| Nr. | Titel                                     | Duur |
| --- | ----------------------------------------- | ---- |
| 1.  | Unquiet tears (Jennings, Josh, Sparnenn)  | 5:27 |
| 2.  | Drops of the sun (Jennings, Josh)         | 3:37 |
| 3.  | The devil and the orchestra (Josh)        | 3:55 |
| 4.  | The ghost moon orchestra (Josh, Sparnenn) | 7:01 |
| 5.  | This ragged heart (Josh)                  | 3:27 |
| 6.  | King of the valley (Josh)                 | 4:35 |
| 7.  | Things that we notice (Josh)              | 3:43 |
| 8.  | Tennyson Mansion (Josh)                   | 7:06 |
| 10. | Top of the world (Josh)                   | 7:27 |
| 19. | Wild eyed skies (Sparnenn, josh)          | 5:49 |